# Presbytis bicolor
Presbytis bicolor is een zoogdier uit de familie van de apen van de Oude Wereld (Cercopithecidae). De wetenschappelijke naam van de soort werd voor het eerst geldig gepubliceerd door Aimi & Bakar in 1992.

## Voorkomen
De soort komt voor in het oosten van Sumatra.